# تشارلز ن. فرينك
تشارلز ن. فرينك هو شخصية أعمال وسياسي أمريكي، (و. 1860  م). انتخب عضو جمعية ولاية ويسكونسن ‏.